# Magilus antiquus
Magilus antiquus is een slakkensoort uit de familie van de Muricidae. De wetenschappelijke naam van de soort is voor het eerst geldig gepubliceerd in 1810 door Montfort.
Deze slakkensoort leeft in de Stille Oceaan en parasiteert op koraal.